# 2B (Nier: Automata)
YoRHa No.2 Type B (яп. ヨルハ二号B型 Ёруха Ни-го Би: гата) или же 2B — один из главных персонажей компьютерной игры NieR: Automata, разработанной студией Platinum Games. Является боевым андроидом женского пола, созданным для освобождения Земли от захвативших её машин. Действует в составе элитного подразделения YoRHa.
2B опытный боец и легко ориентируется в стремительной обстановке. Она в совершенстве владеет ближним боем (способна фехтовать двумя мечами одновременно), обладает повышенной прочностью и имеет высокие навыки пилотирования джета. Все перечисленное позволяет ей противостоять противникам, во много превосходящим её размером и силой.
Настоящее имя 2B — 2E (Executioner). Её истинным предназначением является сопровождение андроида-сканера 9S и его последующее устранение, если тот, со свойственным его модели любопытством, обнаружит секретную информацию о проекте YoRHa. Несмотря на то, что 2B испытывает симпатию к 9S, за все время она была вынуждена 48 раз убить и стереть тому память. Каждый новый цикл отношений с ним все сильнее отдавался в сердце девушки, из-за чего та намеренно старалась отдалиться от андроида и не привязываться к нему вновь.
Благодаря запоминающейся внешности, сдержанному характеру и проработанной истории 2B стала культовым персонажем игровой индустрии, а её образ пришёлся по душе аудитории, став объектом косплея.

## Описание

### История
Имя 2B читается как [Tu:Bi:] и явственно отсылает к шекспировскому монологу «To be, or not to be» («Быть или не быть»). Текст монолога Гамлета как нельзя лучше описывает судьбу 2B. Её жизнь циклична, и каждый её этап неизменно оканчивается смертью 9S. Девушка вновь и вновь становится перед выбором — быть или не быть? Быть безмолвным убийцей любимого человека или… не быть вовсе.
С каждым разом ей словно представляется возможность разорвать круг бессмысленных убийств, однако 2B не может этого сделать. Каждый раз убивая 9S, девушка очень страдает от осознания собственной беспомощности и, тем не менее, продолжает свое дело вновь и вновь. 2B понимает, что если она откажется от выполнения миссии, то её место просто займет другой ликвидатор. Стереть свою память девушка также не может, ведь воспоминания об их с 9S отношениях придают её жизни осмысленность.
Кроме того, в мире Automata андроиды основали целый культ, возводящий Людей в сан богоподобных существ. Созданные по образу и подобию человека, они считают честью служить Человечеству, биться и погибать за него — это единственный смысл в жизни андроидов.
2B так и не смогла пожертвовать высшей целью жизни ради возможности любить. 48 раз ей приходилось, повинуясь приказам, собственноручно убивать 9S, подавляя при этом все свои чувства и желания, пряча их под маской холодной отрешённости.
Лишь на смертном одре, заразившись логическим вирусом, 2B осознает бессмысленность своих жертв и своего существования в целом. Девушка просит A2 убить её, чтобы наконец разорвать этот кровавый круг и не попасть под власть машин. Перед смертью, 2B завещает A2 свой клинок с воспоминаниями и просит ту позаботиться о 9S.

### Характер

Даже замкнутый ликвидатор может изредка позволить себе погладить компаньона

2B — ангел спокойной решимости и холодного расчёта. Как боевой андроид, она предпочитает молчаливое действо пустой болтовне. В общении с напарниками сдержана и немногословна, стараясь сфокусироваться на выполнении миссии. Бой для неё — родная стихия, в которой она может выполнять своё предназначение (как и любой другой боевой андроид, 2B запрограмированна получать удовольствие от сражений). Однако это не значит, что 2B холодная и бесчувственная — просто она выражает свои эмоции несколько иначе.
В глубине души 2B куда мягче и эмоциональнее, чем может показаться. Она искренне ценит дружбу и всегда заботится о товарищах. Так, например, 2B находит для 6O фотографии земных цветов и в целом всегда готова её выслушать и поддержать.
Порой 2B сбрасывает напускную маску отстранённости, проявляя весь спектр сокрытых в душе эмоций. По мере развития очередного цикла их отношений с 9S, 2B становится все более открытой и разговорчивой. Например, в Лесном королевстве она случайно оговаривается и называет того прозвищем «Nines», из чего становится понятным, что именно 2B придумала его в прошлом, пытаясь выделить 9S среди прочих андроидов. В битве с Адамом, 2B, видя истерзанное тело 9S, впадает в ярость и клянётся убить ненавистную машину.
После победы над Евой ей приходится собственноручно задушить заразившегося вирусом 9S. После убийства она в слезах говорит, что «это всегда так заканчивается», намекая на то, что ей, как модели 2E, приходится, невзирая на собственные чувства, раз за разом убивать 9S.

### Внешность
Одежда в мире Automata является неким признаком уровня развития существа. К примеру, машины её вовсе не носят, а те немногие, что покидают машинную сеть и обретают сознание, стараются что-то на себя надеть. Развитая униформа андроидов ещё больше роднит их с людьми.
Холодная монохромная внешность 2B удачно подчёркивает характер андроида. Неестественно белые волосы девушки собраны под ободком и стрижены под короткое каре, резко контрастируя с чёрной одеждой. На глазах, как и все полевые модели андроидов, носит темную повязку-визор, позволяющую ориентироваться в бою.
Облачена в чёрное платье с резным узором на груди, выполняющее, дополнительно, функцию терморегулятора. Руки 2B полностью скрыты черно-белыми перчатками, утопающими в рваных манжетах коротких рукавов. Носит темные ботфорты на высоком каблуке, уходящие далеко за колено. Бёдра прикрыты шитым белой нитью подолом платья, выкроенным таким образом, чтобы не стеснять движений андроида в бою.
За спиной 2B имеет пару клинков, удерживаемую желтыми полупрозрачными силовыми кольцами системы NFCS. Данная система позволяет андроидам оперировать холодным оружием и окружающими предметами, не осуществляя с ними прямого физического контакта, что существенно обогащает тактический функционал бойцов.
Согласно Nier: Automata Guide Book, параметры 2B составляют 84-56-88 при росте в 168 см и массе 148,8 кг.

## Создание

### Дизайн и анимация
За дизайн персонажей в Nier: Automata отвечал Акихико Ёсида, до того работавший над Final Fantasy. По его убеждению, на формирование его собственного стиля оказали влияние Жан Жиро, Кацухиро Отомо, Джеймс Уистлер и Рембрандт. Именно почерк Рембрандта чувствуется при взгляде на строгий монохромный дизайн андроидов.
Более всего стиль платья 2В отсылает к костюму «готической» японской лолиты. Это популярная в Японии субкультура, основные атрибуты которой — высокие чулки, рукава-фонарики и чёрные платья, похожие на то, что носит 2B. Однако, в виду специфического рода деятельности, 2B не может носить традиционное платье-футляр, так сильно сковывающее движение. Вместо этого, на её подоле сделан специальный вырез, позволяющий девушке свободнее двигаться в бою.
В образе 2В сохраняется европейская трактовка «Лолиты» — это девушка одновременно и невинная, и порочная. При всей внешней строгости, во время боя подол платья неизменно развевается, на доли секунд обнажая бёдра 2B. Её образ — дразнящий, но при этом не вульгарный: руки защищают перчатки, декольте прикрывает полупрозрачная ткань, обувь доходит почти до бёдер.
Одежда в Automata также носит важный философский подтекст. Здесь замешаны и идеи рембрандтского кальвинизма, и сложные переплетения восточной и западной моды, проходящие сквозь века. Так, например, упомянутые повязки-визоры, пересекаются с лицевыми платками андроидов-операторов: одни не могут увидеть правду, а вторые не способны о ней рассказать. 2B снимает свою повязку лишь в моменты духовного прозрения и перед самой смертью.
Серьёзной задачей было показать связь миров Nier и Nier: Automata. 3-д художник Хито Мацудайра, изучая дизайн персонажей оригинальной игры, заметил, что общей чертой внешности для них была некая кукольная хрупкость. Эта же идея прослеживается и в образе 2B. По словам Мацудайра, весь шарм 3-д модели заключается в возможности смены ракурса и добавлении особых элементов. Это положительно отличает её от эскиза, в котором было бы гораздо сложнее передать хрупкость и беззащитность героини.
Несмотря на всю серьёзность отношения к образу и одежде 2B, на вопрос, почему боевой андроид носит каблуки, Ёко Таро ответил, что он просто очень любит девушек.
Геймдизайнер NieR: Automata Такахиса Таура, в своё время работавший над Metal Gear Rising: Revengeance, отмечает отличие анимации 2B от более ранних проектов Platinum Games. Движения андроида разбиты на отдельные части, которые, соединяясь, могут образовывать длинные комбинации. В то же время, даже прерванная серия ударов выглядит завершенной и самостоятельной, благодаря так называемым «этапам отмены», делающим анимацию более плавной. При создании 2B Таура вдохновлялся Алитой из манги GUNNM и хотел воплотить в андроиде образ «танцующей девушки». Её движения должны были быть элегантными и утончёнными, что в корне отличало её от более резкого Райдена. Для этого в качестве актрисы анимации движения на роль 2B и A2 была приглашена профессиональная фехтовальщица Каори Кавабути, ранее уже работавшая с Ёко Таро над Drakengard 3. Кавабути принимала участие в озвучивании ряда персонажей, а также записи кат-сцен, на которые уже после накладывался голос актёров озвучки.

## Появления

### Игра
2B — протагонистка первой сюжетной ветви и один из главных героев всей игры. В центре сюжета — её отношения с андроидом-сканером 9S в условиях продолжающейся войны с машинами.
Она участвует в разведывательной миссии на поверхность планеты, где знакомится с партизанами из Лагеря сопротивления во главе с Анемоной.
Неожиданно, андроиды становятся не единственными человекоподобными существами. Машины также учатся чувствовать эмоции, любить и ненавидеть. Адам и Ева — первые физические проявления машинной сети, всерьез угрожающие лунной колонии выживших людей.
В ходе первых двух прохождений андроидам удается существенно ослабить машин, ввиду чего командование YoRHa планирует начать полномасштабное вторжение.
Неожиданно вся операция терпит крах из-за того, что все юниты YoRHa заражаются логическим вирусом. 2B также попадает под атаку и, не желая попадать в плен машинной сети, просит A2 убить её. Перед смертью 2B записывает воспоминания в свой клинок и передает катану A2.
Спокойная личность девушки оказывает серьёзное влияние на вспыльчивую A2, словно возвращая ту в былую молодость и напоминая о чувствах милосердия и сострадания.
В концовке [E] поды 042 и 153 восстанавливают всех андроидов, включая 2B.

#### Официальные побочные материалы

2B на японском постере NieR Music Concert

2B появляется во множестве побочных материалах, таких как книги, театральные постановки и новеллы.
Выпущенная в 2017 году NieR: Automata: Long Story Short пересказывает события игры с другой перспективы, а также дополняет отдельные элементы истории. NieR: Automata: Short Story Long, NieR: Automata World Guide и NieR: Automata Strategy Guide повествуют уже о внеигровых событиях, таких как быт Бункера и прошлые миссии 2B, попутно раскрывая истории персонажей оригинальной Nier.
Начиная с 2017 года, Square Enix проводит живые концерты, на которых играется оригинальный саундтрек Nier и NieR: Automata. На каждом из выступлений также ставятся театральные постановки, в которых персонажей играют оригинальные сэйю. Сценарий выступлений пишется геймдизайнером серии Ёко Таро.
Более десяти различных постановок рассказывают о истории A2, становлении YoRHa и нераскрытых событиях во время игры и после её финала.
В роли 2B выступает её японская актриса озвучки — Юи Исикава.

### Аниме
23 февраля 2022 года Square Enix анонсировала аниме-сериал по мотивам игры. Созданием мультсериала занимается студия A-1 Pictures.
На Aniplex Online Fest был показан трейлер проекта и утверждена дата выхода в эфир. Персонажей озвучат родные актёры, а работу над музыкальным сопровождением ведет студия MONACA, подарившая саундтрек оригинальной игре.
Премьера сериала состоялась 7 января 2023 года.

### Другие появления
2B появляется в кроссоверах со многими играми, например в Soulkalibur VI, SINoALICE и Shadowverse.
Костюм девушки, в качестве DLC, был представлен в Tom Clancy’s Rainbow Six Siege, PUBG, Gravity Rush 2, Fall Guys: Ultimate Knockout и ряде других игр.
В рейде YoRHa: Dark Apocalypse, написанным для Final Fantasy XIV самим Ёко Таро, фигурирует персонаж 2P — альтернативная версия 2B, полностью копирующая внешний вид оригинального андроида, но выполненная в других цветах.

## Реакция

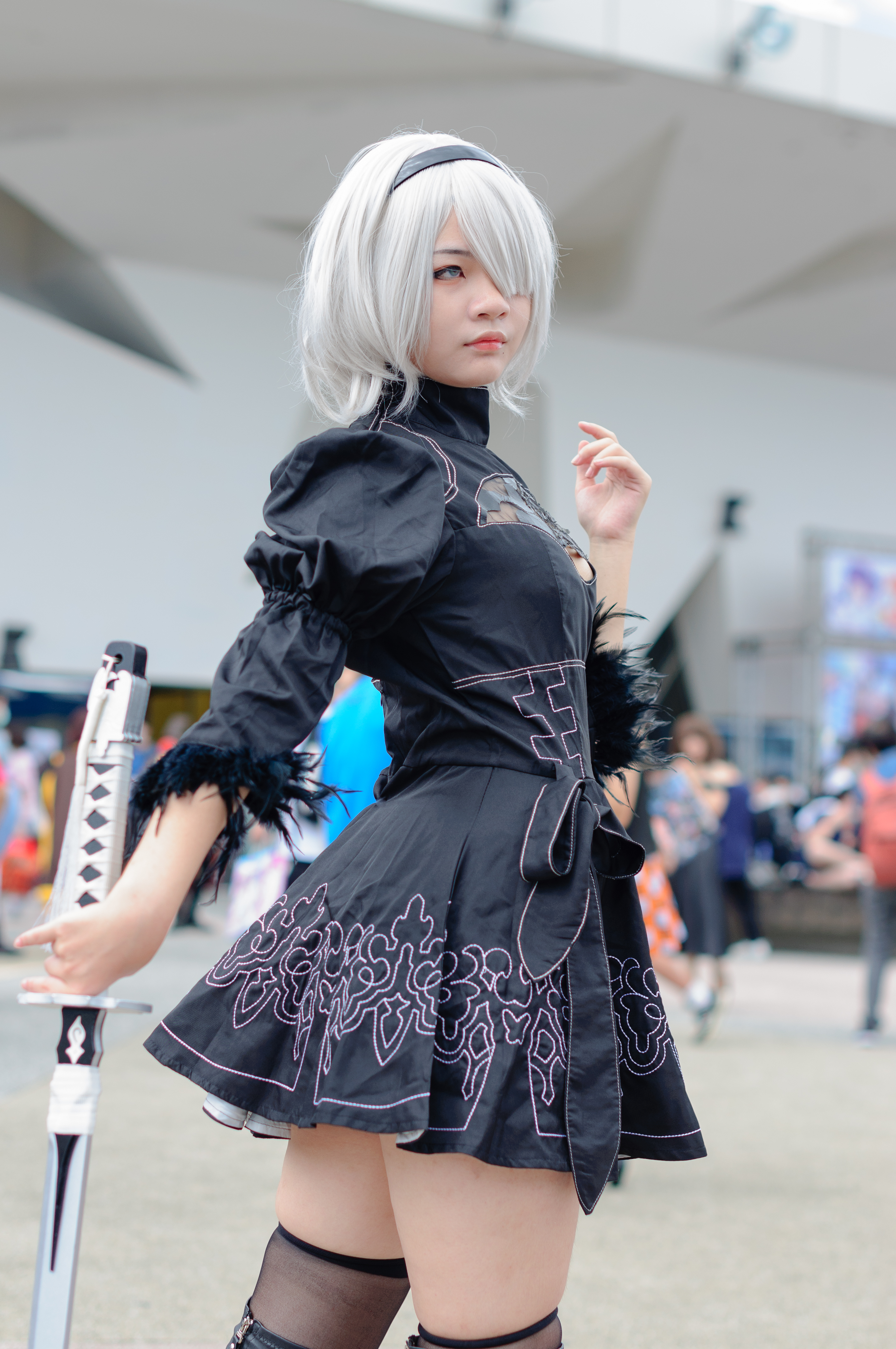
Косплей 2B

Большинство обозревателей отмечают привлекательную внешность 2B и сходятся на мнении, что через визуальную составляющую персонажа и игры в целом авторы пытаются завести с игроком диалог, поднимая глубокие философские темы любви, жизни и смерти. Так, отдающий сексуальным фетишизмом образ девушки сначала используется как средство привлечения внимания потенциальной аудитории к игре, а затем противопоставляется, казалось бы примитивным и однотипным машинным формам жизни.
Кайл Кэмпбелл в своей обзорной статье указывает на развитие 2B как персонажа — первоначально она предстаёт перед нами как типичный закалённый войной протагонист, холодный и замкнутый в себе. Однако затем раскрывается её печальная судьба, ставящая девушку в безвыходное положение и заставляющая по собственной воле из раза в раз убивать любимого человека. Кроме того, автор сравнивает сцены смертей андроидов и замечает, что если 2B в концовках [A] и [B] убивает сканера из-за отсутствия альтернатив, то 9S в третьей сюжетной ветви, узнав об истинном призвании девушки, с особой жестокостью расправляется с клонами 2B, выплёскивая на них всю свою обиду.
Селия Льюис из The Escapist замечает, что красота андроидов поверхностна, она заставляет игроков положительно выделять тех среди машин, игнорируя до поры тот факт, что по сути андроиды и машины — одинаковы. Также Селия указывает на монохромную палитру бойцов YoRHa, отражающую их недостоверный взгляд на войну, которая для андроидов является противостоянием белого и чёрного, хорошего и плохого.
Образ девушки стал культовым среди фанатов, мгновенно войдя в «репертуар» художников и косплееров по всему миру.
В целом, аудитория по достоинству оценила глубину проработки персонажа и его историю, выделяя при этом удачную подобранную внешность девушки и качественную работу актрис озвучки, подаривших свой голос андроиду. Всё это позволило стать 2B одним из лучших игровых персонажей 2017 года и игровой индустрии в целом.

## Цитаты
Всему живому предначертан конец. Мы навечно заперты в бесконечном цикле жизни и смерти. Это проклятие? Или какое-то наказание? Я часто думаю о боге, что ниспослал нам эту таинственную загадку и задаюсь вопросом, сможем ли мы когда-нибудь убить его.Пролог
В чем отличие машин от нас, андроидов? Машины обрели эмоции... Самосознание. Их предсмертные крики... Они до сих пор эхом отдаются во мне.Монолог в концовке "Flowers for m[A]chines"